# Amberloup
Amberloup (en wallon Ambèrlou) est un village au cœur de l'Ardenne belge, en rive droite de l'Ourthe supérieure. Il fait administrativement partie de la commune belge de Sainte-Ode située en Région wallonne dans la province de Luxembourg dont il abrite la maison communale. C'était une commune à part entière avant la fusion des communes de 1977.

## Géographie
L'ancienne commune d'Amberloup comptait plusieurs petits villages et hameaux: Aviscourt, Fosset, Herbaimont, Ménil, Sprimont et Tonny, Ce dernier fusionna avec Amberloup le 1er octobre 1823.

## Évolution démographique
- Source: INS recensements population

## Histoire
Dans La Meuse et le pays mosan en Belgique, Félix Rousseau mentionne que le roi Arnoul confirme à l'Église d'Aix-la-Chapelle une donation faite par Lothaire II de 44 villas, parmi lesquelles Amberloup, Paliseul, Chevigny, Bastogne et Ortho.
Ce document est daté de 888 (MGH DArn no. 031)

## Patrimoine et culture

### Patrimoine architectural

#### L'église Saint-Martin

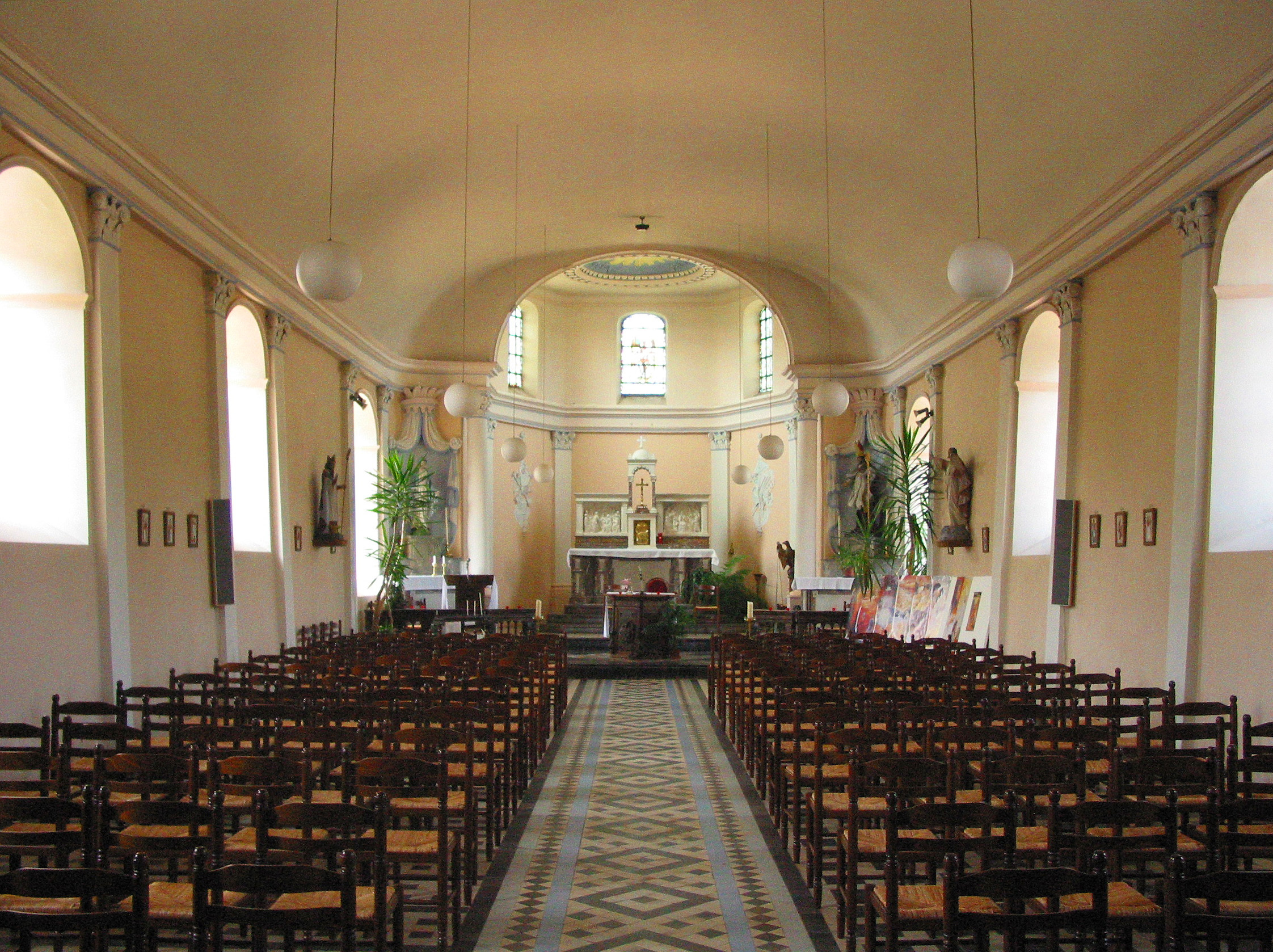
L’intérieur de l'église paroissiale Saint-Martin.

L'église Saint-Martin aurait été édifiée là où se trouvait un temple païen du IIIe siècle. Le domaine d'Amberloup a vraisemblablement été détruit par les invasions barbares des IVe et Ve siècles. On peut encore voir, surmontant la porte de l'édifice, une pierre portant l'inscription « Curia Arduenn... » (C.I.L., XIII, 3631 = I.L.B., 61). Elle a été utilisée initialement pour émettre l'hypothèse que, pendant la pax romana, Amberloup ait été un fisc impérial forestier où des fonctionnaires réglaient la gestion de la forêt ardennaise. Mais une étude plus récente par Chr.-B. Rüger de l'ensemble des curiae connues dans les domaines gaulois et germanique propose d'y voir plutôt une confrérie masculine organisée autour du culte d'un ancêtre mythique.
Pendant le Haut Moyen Âge, le domaine fut à nouveau un centre important qui a pu être à l’occasion la résidence des Pipinnides.
En 1737, trois ans après son édification, l'église Saint-Martin d'Amberloup fit l'objet de travaux importants. Néanmoins, c'est en 1828 que le bâtiment prit son aspect actuel. On a retrouvé à cette époque, lors d'une restauration, un monolithe représentant quatre divinités, rappelant l'origine très ancienne du sanctuaire et du village.